# Wheeler Army Airfield
Wheeler Army Airfield (o Wheeler AAF) è un census-designated place (CDP) e base militare e aerea della United States Army degli Stati Uniti d'America, situato nello stato delle Hawaii, nella contea di Honolulu.